# Муваан-Мат
Муваан-Мат (д/н — 615) — ахав Баакульського царства у 612—615 роках. Ім'я перекладається як «Сова-Баклан».

## Життєпис
Походив з династії Токтан-Лакамхи. Посів трон у 612 році. Про його батьків немає якихось відомостей. Цей володар носив ім'я міфологічного персонажа, творця Паленкської Тріади. Шляхом використання подібного імені новий владика прагнув провести паралель між подіями «творіння» на початку поточної космічної епохи і встановленням нового політичного порядку.
Раніше, коли бог Аканаль-Ішім-…-Муваан-Мат вважався «матір'ю-богинею», була популярна точка зору, згідно з якою під ім'ям Муваан-Мат в Баакулі панувала мати К'ініч-Ханааб'-Пакаля I Іш-Сак-К'ук', яка виконувала функції регента, поки її син не досяг повноліття. Але цю гіпотезу спростувано Девід Стюарт, який показав, що міфічний Аканаль-Ішім-…-Муваан-Мат був чоловічим божеством.
За однією з теорій був ставлеником Канульського царства, яке здобуло низку перемог над Баакулем у 610—611 роках. Відсвяткував закінчення к'атуна в день 9.9.0.0.0, 3 Ахав 3 Соц' (12 травня 613 року). У 615 році Муваан-Мат помер або його було повалено місцевою знатю.